# Boston Marathon 1906
De Boston Marathon 1906 werd gelopen op donderdag 19 april 1906. Het was de tiende editie van deze marathon. Er waren 105 ingeschreven marathonlopers voor deze wedstrijd. De wedstrijd werd gewonnen door de Amerikaan Tim Ford in de tijd van 2:45.45,0. Hij finishte hiermee slechts zes seconden voor zijn landgenoot David Kneeland. In vergelijking met de opvattingen vanaf 1908 dat de marathon een lengte hoorde te hebben van 42,195 km, was het parcours te kort. Het was namelijk tussen 37 en 38,8 km lang.

## Uitslagen
| rang   | naam               | land | tijd      |
| ------ | ------------------ | ---- | --------- |
| Goud   | Tim Ford           | USA  | 2:45.45,0 |
| Zilver | David Kneeland     | USA  | 2:45.51,0 |
| Brons  | Thomas Morrisey    | USA  | 2:53.41,0 |
| 4      | P. Laffargue       | USA  | 2:53.56,0 |
| 5      | John Hayes         | USA  | 2:55.38,8 |
| 6      | Martin J. O'Neil   | USA  | 2:56.55,4 |
| 7      | Thomas J. Sullivan | USA  | 3:02.06,0 |
| 8      | Ben Mann           | USA  | 3:02.06,6 |
| 9      | W.R. Prouty        | USA  | 3:07.11,4 |
| 10     | Harry Brawley      | USA  | 3:08.11,4 |

1897 ·
1898 ·
1899 ·
1900 ·
1901 ·
1902 ·
1903 ·
1904 ·
1905 ·
1906 ·
1907 ·
1908 ·
1909 ·
1910 ·
1911 ·
1912 ·
1913 ·
1914 ·
1915 ·
1916 ·
1917 ·
1918 ·
1919 ·
1920 ·
1921 ·
1922 ·
1923 ·
1924 ·
1925 ·
1926 ·
1927 ·
1928 ·
1929 ·
1930 ·
1931 ·
1932 ·
1933 ·
1934 ·
1935 ·
1936 ·
1937 ·
1938 ·
1939 ·
1940 ·
1941 ·
1942 ·
1943 ·
1944 ·
1945 ·
1946 ·
1947 ·
1948 ·
1949 ·
1950 ·
1951 ·
1952 ·
1953 ·
1954 ·
1955 ·
1956 ·
1957 ·
1958 ·
1959 ·
1960 ·
1961 ·
1962 ·
1963 ·
1964 ·
1965 ·
1966 ·
1967 ·
1968 ·
1969 ·
1970 ·
1971 ·
1972 ·
1973 ·
1974 ·
1975 ·
1976 ·
1977 ·
1978 ·
1979 ·
1980 ·
1981 ·
1982 ·
1983 ·
1984 ·
1985 ·
1986 ·
1987 ·
1988 ·
1989 ·
1990 ·
1991 ·
1992 ·
1993 ·
1994 ·
1995 ·
1996 ·
1997 ·
1998 ·
1999 ·
2000 ·
2001 ·
2002 ·
2003 ·
2004 ·
2005 ·
2006 ·
2007 ·
2008 ·
2009 ·
2010 ·
2011 ·
2012 ·
2013 ·
2014 ·
2015 ·
2016 ·
2017 ·
2018 ·
2019 ·
2020 ·
2021 ·
2022